# I Liceum Ogólnokształcące im. Tadeusza Kościuszki w Legnicy
I Liceum Ogólnokształcące im. Tadeusza Kościuszki w Legnicy – liceum w Legnicy.
Należy do Towarzystwa Szkół Twórczych (od roku 1992), a także do Stowarzyszenia Nauczycieli Olimpijskich i Stowarzyszenia na Rzecz Uzdolnionych (od roku 2005). Uczniowie liceum osiągają sukcesy w olimpiadach i konkursach krajowych i międzynarodowych.

## Historia
W 1886 roku zapadła decyzja, aby w dawnych budynkach sakralnych umieścić szkołę realną. Podjęto szereg prac, m.in. przedzielono dawny kościół na dwie części, stanowiące dziś salę gimnastyczną i aulę. W 1909 roku Paul Oehlmann zaprojektował w stylu neobarokowym nowe skrzydło dla szkoły realnej (to obecnie drugie skrzydło liceum). Gmach szkolny powstał na miejscu zakrystii, która przylegała do kościoła sióstr benedyktynek pod wezwaniem św. Maurycego i Towarzyszy. Obiekt, jak na ówczesne czasy, był dobrze wyposażony w pomoce dydaktyczne. 
Zajęcia w niemieckiej szkole realnej trwały do stycznia 1945 roku. Armia radziecka wkroczyła do Legnicy w lutym 1945 roku. Pod koniec II wojny światowej szkoła przeżywała poważny kryzys. Uczniowie i profesorowie zostali powoływani na front do działań wojennych. Po wkroczeniu do budynku żołnierzy Armii Radzieckiej w sali gimnastycznej urządzono stajnie dla koni, zniszczono wiele cennych książek.

## Walory architektoniczne budynku
Do budynku od boiska szkolnego prowadzi renesansowy portal, który pochodzi z 1544 roku (autor nieznany, warsztat śląski). Dawniej portal znajdował się przy ulicy Panieńskiej 9. Wąskie pilastry bez głowic, dwie daty 1544 i 1909. Na fryzie znajduje się napis „Verbum Domini Manet Intemus” („Słowo Pana pozostaje z nami”).
Od strony ogrodu znajduje się portal, który nawiązuje do okresu baroku (autor nieznany, warsztat śląski). Wykonany jest z piaskowca, posiada muszlę znajdującą się nad wejściem, dwa cherubiny, kosz z różami i girlandy kwiatowe jako elementy secesyjne. Wewnątrz budynku szczególną uwagę zwraca owalna klatka schodowa wraz z jej zabytkową poręczą z kutego żelaza. Gabinety fizyczny i chemiczny przed II wojną światową znajdowały się w tym samym miejscu gdzie obecnie.

## Absolwenci
- Waldemar Krzystek[2]
- Tomasz Kot (aktor)
- Sebastian Plewiński[3]
- Beata Tadla
- Tadeusz Michał Lachowicz
- Roland Rowiński[4]
- Daniel Waszkiewicz
- Tomasz Wójcik
- Ryszard Wrzaskała
- Jan Dąbrowski
- Tadeusz Samborski
- Andrzej Myc
- Elżbieta Szmytka
- Krzysztof Grygajtis
- Anna Podczaszy
- Karolina Kuszyk
- Aleksandra Lipczak
- Józef Mandziuk
- Marek Derwich
- Ewa Szuszkiewicz
- Agnieszka Cubała

## Galeria

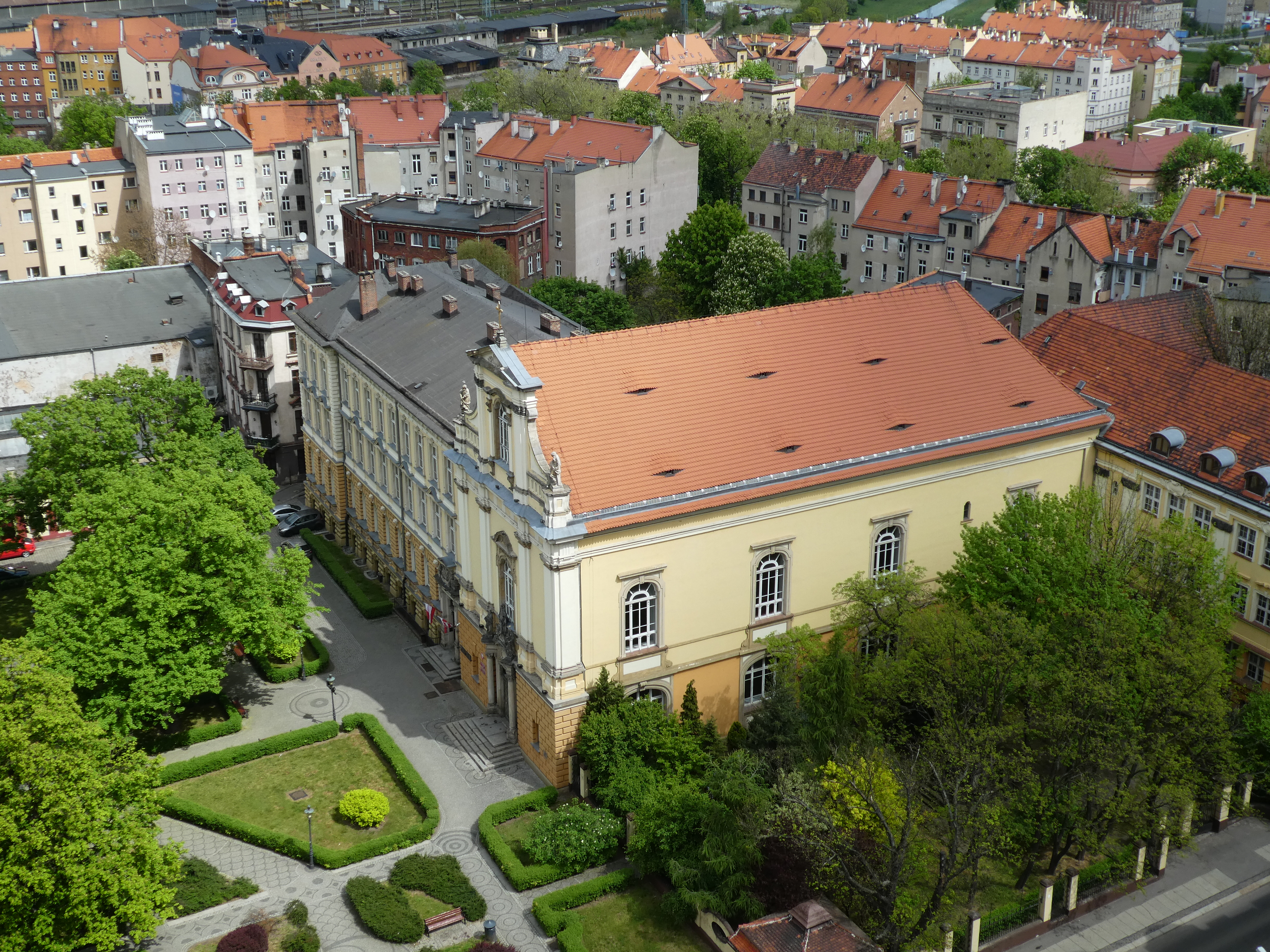
Widok gmachu szkoły z wieży Kościoła Ewangelickiego
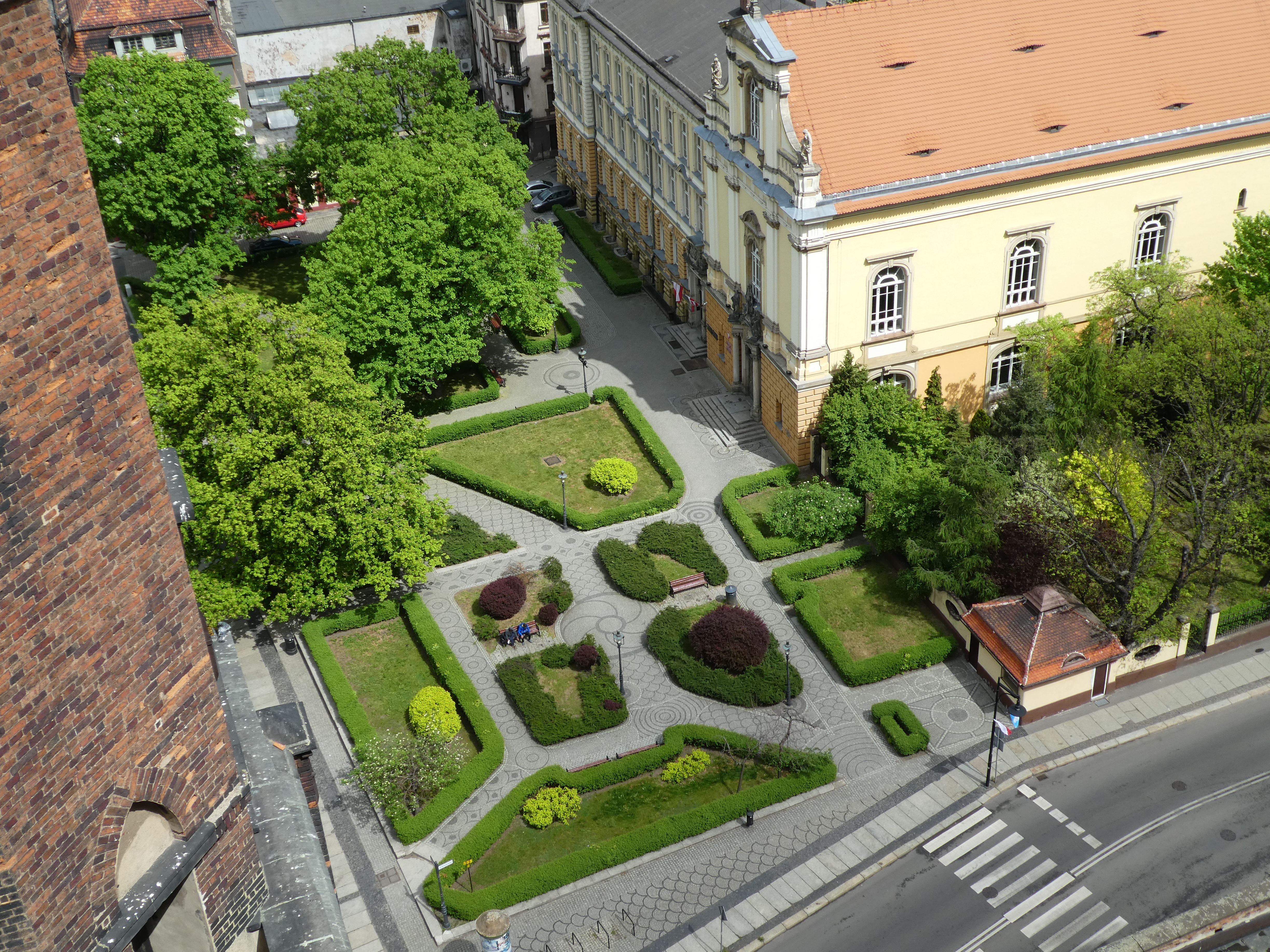
Skwer przed I Liceum Ogólnokształcącym